# (112656) Gines
(112656) Gines est un astéroïde de la ceinture principale.

## Description
(112656) Gines est un astéroïde de la ceinture principale. Il fut découvert le 12 août 2002 à Pla D'Arguines par Rafael Ferrando. Il présente une orbite caractérisée par un demi-grand axe de 2,70 UA, une excentricité de 0,09 et une inclinaison de 5,5° par rapport à l'écliptique.

## Compléments